# Pisa Calcio 2005-2006
Questa pagina raccoglie i dati riguardanti il Pisa Calcio nelle competizioni ufficiali della stagione 2005-2006.

## Stagione
Nell'estate 2005 i proprietari della società Mian-Gentili riescono a vendere la squadra al perugino Leonardo Covarelli.
Il nuovo presidente affida la panchina a Manuele Domenicali ed allestisce una squadra formata da molti giovani provenienti dalle categorie inferiori, che mostra da subito però, di non essere molto competitiva. Saranno più volte decisive le reti di Eddy Baggio preso dal Catania, a togliere le castagne dal fuoco per i neroazzurri, che nel corso dell'anno cambiano anche varie volte allenatore (subentreranno Ferruccio Mariani ed Antonio Toma).
A fine stagione il Pisa finisce in zona Play-out e deve giocarsi la salvezza contro la Massese. All'andata a Massa i neroazzurri cadono (1-0). Il ritorno a Pisa è quasi drammatico visto che i pisani devono vincere a tutti i costi (basta un gol di scarto visto il miglior piazzamento nella stagione regolare): il Pisa passa in vantaggio nel primo tempo, ma si fa raggiungere quasi subito, con l'avvicinarsi del fischio finale il pubblico pisano inizia a protestare rumorosamente, costringendo l'arbitro a sospendere la gara per alcuni minuti, poi il gioco riprende e dopo oltre 7 minuti di recupero arriva il liberatorio gol del (2-1) di Eddy Baggio, che consente alla squadra di rimanere in Serie C1.
Nella Coppa Italia Nazionale il Pisa nel primo turno ha superato il Catania (5-4) dopo i calci di rigore, nel secondo turno è stato eliminato dall'Atalanta. Nella Coppa Italia di Serie C i nerazzurri nei trentaduesimi di finale hanno eliminato il Sansovino, mentre nei sedicesimi sono usciti dal torneo superati dal Genoa.

## Rosa
| N. |                      | Ruolo | Calciatore           |
| -- | -------------------- | ----- | -------------------- |
|    | Italia (bandiera)    | P     | Christian Puggioni   |
|    | Italia (bandiera)    | P     | Marco Giambruno      |
|    | Italia (bandiera)    | D     | Giuseppe Campisi     |
|    | Italia (bandiera)    | D     | Filippo Fedeli       |
|    | Italia (bandiera)    | D     | Alberto Galuppo      |
|    | Italia (bandiera)    | D     | Federico Lazzeri     |
|    | Italia (bandiera)    | D     | Jacopo Mariscoli     |
|    | Italia (bandiera)    | D     | Vincenzo Montalbano  |
|    | Italia (bandiera)    | D     | Nazzareno Scopelliti |
|    | Italia (bandiera)    | D     | Gabriele Ulivi       |
|    | Italia (bandiera)    | D     | Valerio Foglio       |
|    | Italia (bandiera)    | C     | Michele Andrisani    |
|    | Italia (bandiera)    | C     | Michele Boldrini     |
|    | Argentina (bandiera) | C     | Matías Cuffa         |
|    | Italia (bandiera)    | C     | Salvatore Giardina   |

| N. |                   | Ruolo | Calciatore           |
| -- | ----------------- | ----- | -------------------- |
|    | Italia (bandiera) | C     | Samuele Grassi       |
|    | Italia (bandiera) | C     | Francesco Zitolo     |
|    | Italia (bandiera) | C     | Saverio Maranzano    |
|    | Italia (bandiera) | C     | Domenico Marino      |
|    | Italia (bandiera) | C     | Rubens Pasino        |
|    | Italia (bandiera) | C     | Vincenzo Pellecchia  |
|    | Italia (bandiera) | C     | Alessandro Gambadori |
|    | Italia (bandiera) | C     | Cristiano Scazzola   |
|    | Italia (bandiera) | A     | Eddy Baggio          |
|    | Italia (bandiera) | A     | Pietro Balistreri    |
|    | Italia (bandiera) | A     | Michele Gallaccio    |
|    | Italia (bandiera) | A     | Vincenzo Palumbo     |
|    | Italia (bandiera) | A     | Maurizio Peluso      |
|    | Italia (bandiera) | A     | Andrea Pintori       |
|    | Italia (bandiera) | A     | Mauro Ragatzu        |

## Risultati

### Serie C1

#### Girone di andata
| Arbitro: | Zanzi (Lugo di Romagna) |

|                       |           |  |
| Giglio 25’ Baiano 73’ | Marcatori |  |

| Arbitro: | Bo (Genova) |

|                         |           |                               |
| Boldrini 12’ Pasino 20’ | Marcatori | 9’ Di Nardo 56’ (aut.) Grassi |

| Arbitro: | Gervasoni (Mantova) |

|                                  |           |            |
| Bonuccelli 18’, 87’ Bischeri 29’ | Marcatori | 47’ Pasino |

| Arbitro: | Ferrandini (Sondrio) |

|                |           |  |
| Pellecchia 80’ | Marcatori |  |

| Arbitro: | Guerriero (Catanzaro) |

|                               |           |  |
| Mounard 15’ Scarpa 48’ (rig.) | Marcatori |  |

| Arbitro: | Barbirati (Ferrara) |

|                      |           |                       |
| E. Baggio 24’ (rig.) | Marcatori | 67’, 76’ Colombaretti |

| Arbitro: | Iannone (Napoli) |

|                        |           |                           |
| Carruezzo 90+1’ (rig.) | Marcatori | 25’ Peluso 56’ Pellecchia |

| Arbitro: | Damato (Barletta) |

|            |           |            |
| Peluso 20’ | Marcatori | 48’ Ghomsi |

| Arbitro: | Cavarretta (Trapani) |

|  |           |            |
|  | Marcatori | 32’ Peluso |

| Arbitro: | Orsato (Schio) |

|  |           |                                         |
|  | Marcatori | 38’, 47’ (rig.) Calaiò 90+1’ Montervino |

| Arbitro: | Calvarese (Teramo) |

|                  |           |                                         |
| Mariniello 45+1’ | Marcatori | 28’ Zitolo 40’ D. Marino 58’ Balistreri |

| Arbitro: | Nicodano (Milano) |

|                   |           |                                    |
| Peluso 61’ (rig.) | Marcatori | 1’, 36’, 39’ Di Gennaro 17’ Caremi |

| Acireale 27 novembre 2005 13ª giornata | Acireale        | 0 – 0 | Pisa | Stadio Tupparello\| Arbitro: \| Peruzzo (Schio) \| |
| Arbitro:                               | Peruzzo (Schio) |       |      |                                                    |

| Pisa 2 dicembre 2005 14ª giornata | Pisa             | 0 – 0 | Pistoiese | Stadio Arena Garibaldi\| Arbitro: \| Giglioni (Siena) \| |
| Arbitro:                          | Giglioni (Siena) |       |           |                                                          |

| Arbitro: | Manna (Isernia) |

|                           |           |             |
| Guberti 1’ E. Morello 73’ | Marcatori | 21’ Ragatzu |

| Arbitro: | Tasso (La Spezia) |

|                                                |           |            |
| Gargiulo 59’ (aut.) Pintori 79’ Balistreri 83’ | Marcatori | 69’ Baclet |

| Arbitro: | Zega (Fermo) |

|            |           |  |
| Virdis 65’ | Marcatori |  |

#### Girone di ritorno
| Arbitro: | Celi (Bari) |

|               |           |  |
| E. Baggio 58’ | Marcatori |  |

| Arbitro: | Cavarretta (Trapani) |

|                                                   |           |  |
| Mastronunzio 49’, 52’ Ginestra 55’ Maggiolini 82’ | Marcatori |  |

| Arbitro: | Lena (Ciampino) |

|                        |           |                    |
| E. Baggio 5’, 24’, 37’ | Marcatori | 55’ (rig.) Vagnati |

| Arbitro: | Lupo (Matera) |

|              |           |  |
| Castaldo 53’ | Marcatori |  |

| Arbitro: | Calvarese (Teramo) |

|             |           |  |
| Galuppo 58’ | Marcatori |  |

| Arbitro: | Iannone (Napoli) |

|              |           |  |
| De Paula 77’ | Marcatori |  |

| Arbitro: | Gervasoni (Mantova) |

|                 |           |            |
| E. Baggio 45+4’ | Marcatori | 45’ Masini |

| Arbitro: | Valeri (Roma) |

|                    |           |  |
| Cellini 36’ (rig.) | Marcatori |  |

| Arbitro: | Zanzi (Lugo di Romagna) |

|               |           |  |
| E. Baggio 85’ | Marcatori |  |

| Arbitro: | Scoditti (Bologna) |

|                 |           |  |
| Calaiò 10’, 16’ | Marcatori |  |

| Arbitro: | Candussio (Cervignano del Friuli) |

|                             |           |  |
| Giardina 30’ V. Palumbo 77’ | Marcatori |  |

| Arbitro: | Musolino (Catania) |

|                    |           |  |
| Zerbini 34’ (rig.) | Marcatori |  |

| Arbitro: | Italiani (L'Aquila) |

|                        |           |                            |
| E. Baggio 45+4’ (rig.) | Marcatori | 9’ Mancino 56’ L. Vitiello |

| Arbitro: | Velotto (Grosseto) |

|              |           |  |
| Di Nardo 20’ | Marcatori |  |

| Arbitro: | Gervasoni (Mantova) |

|                     |           |                |
| E. Baggio 5’ (rig.) | Marcatori | 1’ G. Esposito |

| Arbitro: | Orsato (Schio) |

|           |           |  |
| Abate 49’ | Marcatori |  |

| Arbitro: | Nicodano (Milano) |

|                                 |           |            |
| E. Baggio 12’, 18’ Scazzola 21’ | Marcatori | 52’ Virdis |

### Play-out
| Arbitro: | Iannone (Napoli) |

|                  |           |  |
| Dobrijevic 45+2’ | Marcatori |  |

| Arbitro: | Damato (Barletta) |

|                                |           |            |
| Pellecchia 31’ E. Baggio 90+6’ | Marcatori | 48’ Borneo |

### Coppa Italia
| Arbitro: | Palanca (Roma) |

|                                           |                      |                                             |
| Pasino 78’                                | Marcatori            | 68’ Nardini                                 |
| Ragatzu Giardina Pasino Grassi Pellecchia | Tiri di rigore 5 – 4 | O. Russo Caserta Spinesi De Zerbi Cardinale |

| Arbitro: | Pantana (Macerata) |

|  |           |           |
|  | Marcatori | 81’ Loria |

#### Trentaduesimi
| Monte San Savino 12 ottobre 2005 Trentaduesimi - Andata | Sansovino          | 0 – 0 | Pisa | Stadio "Le Fonti"\| Arbitro: \| Baracani (Firenze) \| |
| Arbitro:                                                | Baracani (Firenze) |       |      |                                                       |

| Arbitro: | G. Stefanini (Livorno) |

|                                 |           |             |
| Ragatzu 23’ Balistreri 52’, 63’ | Marcatori | 66’ Zacchei |

| Arbitro: | Baratta (Salerno) |

|                        |           |                      |
| Morga 54’ Borghese 59’ | Marcatori | 65’ (rig.) E. Baggio |

| Arbitro: | Palazzino (Ciampino) |

|                    |           |                            |
| E. Baggio 60’, 81’ | Marcatori | 10’, 32’ Greco 13’ Minetti |